# Adrienne Corri
Adrienne Corri, född Adrienne Riccoboni 13 november 1931 i Glasgow, Skottland, död 13 mars 2016 i London, var en brittisk skådespelerska.

## Rollista i urval
- 1951 – Quo Vadis (ej krediterad)
- 1956 – Tre män i en båt
- 1959 – Blond och farlig
- 1960 – Revansch på Hellfire Club
- 1965 – Bunny Lake är försvunnen
- 1965 – Doktor Zjivago
- 1965 – En studie i skräck
- 1967 – Amor skjuter skarpt
- 1971 – A Clockwork Orange
- 1972 – Vampyrernas cirkus
- 1974 – Operation Rosebud
- 1978 – Rosa Panterns hämnd